# Pescosolido
Pescosolido är en ort och kommun i provinsen Frosinone i regionen Lazio i Italien. Kommunen hade 1 505 invånare (2018).